# Танака, Косэй
Косэй Танака (яп. 田中 恒成 Танака Ко:сэй, род. 15 июня 1995 года в Тадзими, Гифу, Япония) — японский боксёр-профессионал, выступающий в наилегчайшей (Flyweight) (до 50,8 кг) весовой категории. Чемпион мира по версии WBO (в минимальном (2015 г.), в первом наилегчайшем весе 2016—2017, в наилегчайшем весе 2018—2020). По версии BoxRec на 1 февраля 2020 года занимает 1 место (358.1 очков) среди боксеров наилегчайшего веса (до 50.8 кг или 112 фунтов) и 69 место (304.7 очков) среди боксеров вне весовой категории.Один из трёх японских боксеров, ставших чемпионами мира в четырёх весовых категориях.

## Любительская карьера
В любительской карьере провел 51 бой, выиграл 46 боёв (из них 13 нокаутом) и проиграл 5 боёв.

## Профессиональная карьера

### 2013 год
10 ноября в Нагоя провел свой дебют против индонезийца Оскара Рахнафа (12-4-0), выиграл его единогласным решением судей (60-53 60-54 59-55), бой прошел в первом наилегчайшем весе.

### 2014 год
16 мая в Нагоя выиграл единогласным решением судей (79-72 79-72 79-72) претендента на титул IBO в минимальном весе( проиграл по очкам 2010 года,южноафриканцу Гидеону Бутхилезе) филиппинца  Ронни Феррерасу (13-4-0). 20 июля в Нагоя выиграл нокаутом в 1 раунде филиппинца Криса Омайо (17-7-2), бой прошел в минимальном весе. 30 октября Косэй вышел на первый региональный титул Восточной и Тихоокеанской Федерации бокса в минимальном весе, против непобежденного Рюджи Хара (18-0-0), Косэй выиграл его нокаутом в 10 раунде.

### 2015 год
30 мая 2015 года Косэй Танака (4-0) победил мексиканца Джулиана Едраса (24-1) и завоевал вакантный титул чемпиона мира в минимальной весовой категории по версии WBO. Танака стал чемпионом мира в 19-и летнем возрасте в своём 5-м бою на профессиональном ринге. 31 декабря в Нагоя защитил свой титул выиграв нокаутом 6 раунде филиппинца Вик Салудара (11-1-0).

### 2016 год
28 мая в Нагоя выиграл нокаутом в 6 раунде филиппинца Рене Патилано (15-1-2). 31 декабря 2016 года победил мексиканца Мойзеса Фуэнтеса (24-2-1) и завоевал вакантный титул чемпиона мира в первой наилегчайшей весовой категории по версии WBO.

### 2017 год
20 мая в Нагоя  не знающий поражений чемпион мира по версии WBO  в первом наилегчайшем весе (до 49 кг) Косеи Танака (9-0, 5 КО) успешно провёл дебютную защиту титула в этом дивизионе, уверенно разобравшись с 26-летним пуэрто-риканским нокаутёром Анхеля Акосту (16-1, 16 КО), который также до боя был небитым. Как и ожидалось, Акоста со звуком гонга попёр на соперника, пытаясь если не срубить того сразу же, то хотя бы припугнуть активностью и агрессией. Японец был готов к такому развитию событий и не допустил критических ошибок в защите. Более того, Анхель начал раз за разом осаждать настырного претендента работой в туловище. Вскоре выяснилось, что из этих двоих более «панчер» как раз не пуэрториканец, а хозяин ринга: его удары заметно напрягали противника, но не наоборот. В 5-м раунде Танака отправил Акосту в нокдаун, но не смог добить его. Анхель проявил характер и рубился до конца, хотя во второй половине встреча Косеи от него не отставал в плане духовитости — оба закатили классный зрелищный бой. 21-летний чемпион контролировал его ход за счёт качества ударов, работы в туловище и работы агрессивным вторым номером. Итог нон-стоп драки — дважды 117-110 и 116-111 в пользу Танаки. 13 сентября в Осаке непобеждённый чемпион мира по версии WBO в первом наилегчайшем весе (до 49 кг) 22-летний японец Косеи Танака (10-0, 6 КО) успешно, хоть и не без нервов отстоял титул в поединке с Палангполом Фрешмартом (14-2, 8 КО) из Таиланда. Экс-чемпион WBO  в 47,6 кг, Танака проводил вторую защиту аналогичного титула в этой категории и уже в первом раунде оказался в нокдауне, пропустив классическую комбинацию соперника левой-правой. Косеи продолжил бой и старался перебоксировать претендента, рассредотачивая атаки по этажам. Тактика японца принесла плоды в девятом раунде — Фрешмарт упал, пропустив мощный правый хозяина ринга. Таец поднялся и продолжил, но тут же оказался под градом ударов чемпиона, и рефери остановил поединок.

### 2018 год
31 марта в Нагоя бывший чемпион мира в двух категориях, непобеждённый японский вундеркинд Косеи Танака (11-0, 7 КО) успешно дебютировал в третьем дивизионе — до 50,8 кг, уверенно справившись с ранее небитым филиппинцем Ронни Бальдонадо (10-1-1, 7 КО). Бальдонадо попытался взять японца с агрессивного наскока, но не смог удивить Косеи, который грамотно отработал точными контратаками и постепенно погасил запал оппонента. В третьем раунде Танака, казалось, закончил бой, жёстко отправив филиппинца на настил левым хуком, однако Ронни сумел продолжить.После этого Косеи уже полностью хозяйничал в ринге, расстреливая соперника со всех постижимых углов. В девятом раунде рефери надоело наблюдать за его односторонним превосходством, и бой был остановлен, а Танаке присуждена победа техническим нокаутом. 24 сентября 2018 года победил соотечественника Шо Кимуру и завоевал титул чемпиона мира в третей для себя весовой категории в 12-м бою на профи ринге, и стал вторым человеком в истории наряду с Василием Ломаченко, который установил этот рекорд.

### 2019 год
16 марта в Гифу (Япония) состоялся захватывающий поединок, в котором Косеи Танака успешно отстоял свой титул против опытного соотечественника Рёичи Тагучи. Бой завершился победой Танаки единогласным решением судей — 117:111, 117:111, 119:109. Поединок превратился в яростное противостояние, далёкое от классического бокса. Оба бойца устроили ожесточённый обмен ударами, демонстрируя несгибаемую волю и отвагу. Хотя Тагучи оказался достойным соперником, судейские записки показали явное преимущество действующего чемпиона.
Танака продемонстрировал более точные и жёсткие удары, особенно в многочисленных разменах. Однако Рёичи Тагучи также имел свои моменты. В третьем раунде он сумел ощутимо потрясти чемпиона, поставив под сомнение его выносливость, но Танака устоял. Все 12 раундов прошли в напряжённой борьбе, заставив зрителей буквально замереть от восторга.

### 2020 год
4 февраля освободил титул чемпиона мира по версии WBO в наилегчайшем весе и перешел в дивизион второго наилегчайшего веса.